# 岸田孝一
岸田孝一（きしだこういち、1936年11月26日 - ）は、日本のプログラマ。SRA(Software Research Associates,Inc.)の創業者の一人。現在、同社最高顧問。株式会社SRA先端技術研究所の所長を務めた。ソフトウェア技術者協会で指導的な役割を果たしてきた。日本UNIXユーザ会初代会長。2001年にACM SIGSOFT Distinguished Service Award受賞。通産省のΣプロジェクトに対する意見をお持ちだが、背景、詳細は必ずしもすべてが公開されておらず、一面的な理解が人口に膾炙しているかもしれない。なお「Welcome to K2's Home Page 岸田孝一」は閉鎖中。

## 略歴
- 1936年11月26日 - 東京生まれ、東京大学理学部物理学科天文学課程を中退。
- 1959年～1961年 - フリーランス・プログラマ
- 1961年～1966年 - 沖ビジネスマシン株式会社
- 1967年 - コンピュータ・システム株式会社
- 1967年- 株式会社SRA

## 所属団体・学会など
- ソフトウェア技術者協会（SEA）
- 日本UNIXユーザ会（jus）
- ソフトウェア・メインテナンス研究会（SMSG）
- 日本SPIコンソーシアム（JASPIC）

## 主要著書
- 「詩集・舌の上の鳥」1966年 思潮社
- 「詩集・軟詩球」 自費出版
- 「標準コンピュータ・プログラミング. 第1 プログラミング序説  」1969年 ソフトウェア・リサーチ 編. 日本生産性本部
- 「システム・プログラム入門」 1969年 日本経営出版会
- 「プログラミング序説」 1970年日本生産性本部
- 「SEソフトウェアエンジニアリング基礎講座. 3アルゴリズム 」1972年	SRAカリキュラム開発研究会 編. 日本経営出版会
- 「SEソフトウェアエンジニアリング基礎講座. 7 オペレーティング・システム」	1972年 監修: 岸田孝一. SRAカリキュラム開発研究会 編. 日本経営出版会
- 「シミュレーションの演習 (電子科学演習シリーズ(12)) 」 1974年 藤井良治 共著 産報出版
- 「頭が混乱する本 : 迷路からペーパーパズルまで,頭と手で考える難問116」1975年 森田拳次 共著. 主婦と生活社
- 「電卓で遊ぶ本」 1977年 すばる書房
- 「マイコンゲーム21」 1977年 産報出版
- 「メイズランド」 1978年 TBS出版会
- 「くれいじい・パズル―パズル狂に棒げる本」 1978年 講談社
- 「マイクロコンピュータBASIC演習77」 1980年  藤井良治 共著 産報出版
- 「頭のよくなる本〈1〉パズル (カラー科学大図鑑 D- 3)」1980年講談社
- 「マイコン統計手法―FORTRAN-80版」 1983年産報出版
- 「新井素子の?(ハテナ)教室 (2)」1988年 徳間書店
- 「ソフトウェア プロセスのトレンド」 1997年 海文堂 ISBN 4303728500
- 「頭が混乱する本」 2000年 主婦と生活社 ISBN 978-4391100211
- 「ソフトウェア・グラフィティ」 2012年 石井達夫, 土屋正人, 石曽根信, 中小路久美代 共同執筆,SRA ,ISBN 978-4895143974
- 「ソフトウェア工学の基礎」　 2014年 近代科学社  ,日本ソフトウェア科学会FOSE 2014, 「ソフトウェア工学のパラダイム・シフト」ISBN 978-4764904705